# Hook Point
Hook Point är en udde i Australien. Den ligger i kommunen Fraser Coast och delstaten Queensland, omkring 190 kilometer norr om delstatshuvudstaden Brisbane.
Trakten är glest befolkad. Närmaste större samhälle är Rainbow Beach, omkring 13 kilometer söder om Hook Point. 
Genomsnittlig årsnederbörd är 1 638 millimeter. Den regnigaste månaden är mars, med i genomsnitt 295 mm nederbörd, och den torraste är september, med 28 mm nederbörd.